# Aphelenchida
Ordre
Aphelenchida est un ordre de nématodes (les nématodes sont un embranchement de vers non segmentés, recouverts d'une épaisse cuticule et mènant une vie libre ou parasitaire).

## Liste des familles
(vraisemblablement incomplète)
- Aphelenchidae
- Aphelenchoididae
- Myenchildae
- Paraphelenchidae